# Nils Dardel
Nils Dardel (Nils Elias Kristofer von Dardel, også Nils von Dardel og Nils de Dardel, født 25. oktober 1888 i Bettna, Flens kommun ; død 25. maj 1943 i New York) var en svensk maler og tegner, 1909-10 elev på Kungliga Akademien för de fria konsterna.
Dardel foretog mange udlandsrejser, blandt andet til Paris, Nordafrika, Japan og Sibirien. Som kunstner virkede han i Stockholm og Paris, hvor han slog sig ned fra 1919.
| - Billeder af og med Nils Dardel - Selvportræt 1906 - Selvportræt 1911 - Selvportræt 1911 - Dardel i Tokyo 1917 - Detalje af Dardel i Tokyo 1917 - Fra Svenskt konstnärslexikon - Foto uden år |

| - Udvalgte værker af Nils Dardel, efter år - Torparflicka, pige fra en torp, 1909 - Rolf De Maré, 1910'erne - Rue Ville de Paris i Senlis, 1912 - Alfred Flechtheim, 1913 - Ellen Roosval, f. von Hallwyl, 1915 - Den døende dandy, 1918 (sv) - Transsibirisk eksprestog, 1918 - Motiv fra kunstnerens atelier i Nybroviken, 1918 - Yngling i sort, pige hvidt, 1919 - Baren, 1920 - Vattenfallet, vandfaldet, 1921 - Drømme og faltasier nr. 1, 1922 - Familieidyl, 1923 - Freskoen 'John Blund' i Sagorummet (fortællerummet), Stockholms stadsbibliotek, 1927 |